# Álvaro Magaña
Álvaro Alfredo Magaña Borja (Ahuachapán, 8 ottobre 1926 – San Salvador, 10 giugno 2001) è stato un politico, avvocato ed economista salvadoregno, Presidente di El Salvador ad interim dal 1982 al 1984.
Eletto come capo provvisorio dello Stato dall'Assemblea costituente il 2 giugno 1982, rimase in carica durante la redazione della nuova costituzione, fino alle elezioni presidenziali del maggio 1984. Il suo mandato si svolse nel pieno della guerra civile di El Salvador. Di tendenze conservatrici ma eletto al di fuori dei partiti, cessato l'incarico si avvicinò all'Alleanza Repubblicana Nazionalista.